# 배의환
배의환(裵義煥, 1904년 6월 30일(음력) ~ 2001년 4월 23일, 미국 로스앤젤레스)은 대한민국의 정치인, 외교관이다.

## 생애
1960년 한국은행 총재, 1961년 주일본 대표부 공사, 1964년 주 아르헨티나 대사, 1967년 주영국 대사관 대사, 1987년 신민주 공화당 상임고문 등을 역임했다.

## 약력
- 1923 조선은행 입행
- 1946 군정청 재무장관 특보
- 1947 금융연합회 회장
- 1960 제4대 한국은행 총재
- 1961 한일회담 수석대표
- 1967 주영국 대사
- 1981 민주평화통일자문회의 자문위원

| 전임 김진형 | 제4대 한국은행 총재 1960년 6월 1일 ~ 1960년 9월 8일 | 후임 전예용 |